# Transkonduktanz
Transkonduktanz, auch als Steilheit bekannt, ist eine Kenngröße für bestimmte elektronische Bauelemente wie Verstärker. Sie gibt das Verhältnis von einem Ausgangsstrom zu einer Eingangsspannung an. Es handelt sich hierbei um einen sogenannten Kleinsignalparameter, da die Transkonduktanz durch Linearisierung des Übertragungsverhaltens im Arbeitspunkt entsteht.
{\displaystyle g_{\mathrm {m} }={i_{\mathrm {out} } \over u_{\mathrm {in} }}}
Es handelt sich bei iout und uin um Kleinsignalgrößen. Bei Gleichspannung kann man auch schreiben:
{\displaystyle g_{\mathrm {m} }={\Delta I_{\mathrm {out} } \over \Delta U_{\mathrm {in} }}}